# Scophthalmus
Scophthalmus es un género de peces pleuronectiformes de la familia Scophthalmidae.

## Especies
Se reconocen las siguientes especies:
- Scophthalmus aquosus
- Scophthalmus maeoticus
- Scophthalmus rhombus
- Scophthalmus maximus